# قطعنامه ۱۱۱۸ شورای امنیت
قطعنامه ۱۱۱۸ شورای امنیت سازمان ملل متحد که در تاریخ ۳۰ ژوئن ۱۹۹۷ تصویب شد، سندی بین‌المللی دربارهٔ بررسی وضعیت در آنگولا است. این قطعنامه طی نشست ۳۷۹۵ام با ۱۵ رای موافق، ۰ مخالف و ۰ ممتنع تصویب شد.